# Assou Oubasslam

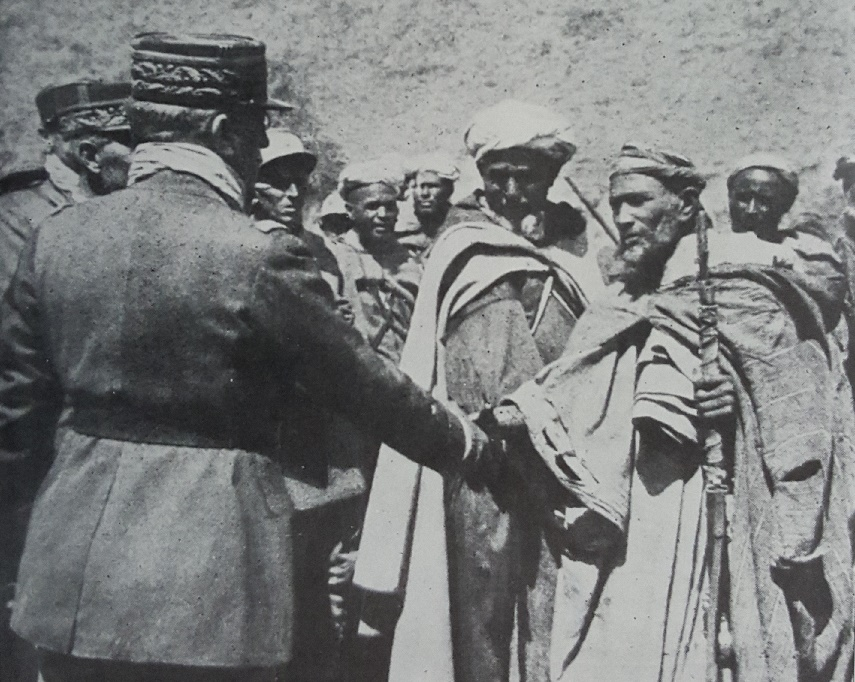
bekende foto uit 1933 toont generaal Huré die de overgave ontvangt van Assou Oubasslam, de leider van het verzet in Bougafer. Deze ontmoeting symboliseert het einde van een belangrijk hoofdstuk in de Marokkaanse strijd tegen de Franse koloniale overheersing.

Assou Oubasslam (Arabisch: أسّو أو بسلام, Tamazight: ⴰⵙⵓ ⵓⴱⵙⵍⴰⵎ, ca. 1890 – 16 augustus 1960) was een Marokkaanse verzetsleider en spiritueel leider van de Aït Atta-stam in Zuidoost-Marokko. Hij speelde een centrale rol in het gewapende verzet tegen de Franse koloniale overheersing, met name tijdens de Slag bij Bougafer in 1933.

## Achtergrond
Assou Oubasslam werd geboren in het oostelijke deel van het Saghrogebergte, in een gebied dat voornamelijk bewoond werd door de Amazigh (Berbers) van de confederatie Aït Atta. Hij genoot aanzien als zowel een stamhoofd als een soefi-leider met religieuze autoriteit binnen zijn gemeenschap. Zijn spirituele invloed speelde een belangrijke rol bij het verenigen van verschillende fracties binnen de Aït Atta.

## Verzet tegen de Fransen
Vanaf het begin van de Franse aanwezigheid in Zuid-Marokko verzette Assou Oubasslam zich tegen de koloniale expansie. In 1933 leidde hij het verzet tijdens de Slag bij Bougafer, een van de laatste grote confrontaties van het Marokkaanse verzet tegen de Franse bezetting. De Aït Atta verscholen zich in het Saghrogebergte en boden maandenlang weerstand tegen een goed uitgeruste Franse strijdmacht, die onder andere gebruik maakte van artillerie en luchtbombardementen.
Ondanks zware verliezen wisten de strijders onder leiding van Oubasslam stand te houden. De Franse autoriteiten zagen zich uiteindelijk genoodzaakt tot onderhandelingen. Als resultaat werd overeengekomen dat de Aït Atta hun wapens zouden neerleggen in ruil voor gedeeltelijke autonomie en het behoud van hun traditionele bestuursstructuren.

## Latere jaren en overlijden
Na de capitulatie van de Aït Atta bleef Assou Oubasslam een gerespecteerde figuur binnen zijn gemeenschap. Hij bleef zich inzetten voor het behoud van de Amazigh-identiteit en religieuze waarden. Hij overleed op 16 augustus 1960 en werd begraven in zijn geboortestreek, in de buurt van Imilchil, in de hedendaagse regio Drâa-Tafilalet.

## Nalatenschap
Assou Oubasslam wordt in Marokko herinnerd als een symbool van Amazigh-verzet en soefi-leiderschap. Zijn rol in de Slag bij Bougafer wordt beschouwd als een van de belangrijkste momenten in de geschiedenis van het Marokkaanse verzet tegen het Franse protectoraat.